# Tonnerre sur Pékin
Pour plus de détails, voir Fiche technique et Distribution.
Tonnerre sur Pékin (OSS 77 - Operazione fior di loto) est un film d'espionnage franco-italien sorti en 1965, réalisé par Bruno Paolinelli.

## Synopsis
Un scientifique chinois prend un avion pour les États-Unis afin d'avertir que la Chine est en possession de la bombe atomique. L'avion est intercepté par les services secrets et abattu, s'écrasant en Italie. Le scientifique, qui a survécu à la catastrophe, est mené jusqu'à sa destination par un agent secret, malgré de nombreux obstacles.

## Fiche technique
- Titre français : Tonnerre sur Pékin
- Titre original italien : OSS 77 - Operazione fior di loto
- Genre : Action, espionnage
- Réalisation : Bruno Paolinelli
- Scénario : Claudio Biondi, Bruno Paolinelli, Claude Brown et Joseph Jacob
- Musique : Luis Bacalov
- Production : Georges Combret, Peter Luger et Bruno Paolinelli pour Ital Spettacolo, Radius Productions
- Photographie : James V. Nathan
- Montage : Pierre Molot
- Décors : Claudio Giambanco
- Format d'image : couleur
- Pays :  France,  Italie
- Durée : 94 minutes
- Année de sortie : 1965
- Distribution en Italie : C.I.D.I.F.
- Date de sortie en salle en France : 12 octobre 1966[1]

## Distribution
- Paule Albert
- Dominique Boschero : chanteuse du nightclub
- Wu Pak Chiu
- Gaia Germani : Eva
- Sandro Moretti (sous le pseudo de Robert Kent) : Robert Kent
- Don Marshall
- Roy Moore
- Jean-Louis Tristan
- Wu Cheo Tsing Po
- Tsao Yong Tsing
- Yōko Tani : espion de Taïwan